# Список похороненных на Новодевичьем кладбище (Ж)
Новодевичье кладбище является одним из самых известных некрополей Москвы. Оно было образовано в 1898 году вдоль южной стены Новодевичьего монастыря, где имеется дворянский некрополь XIX века. В советское время это было второе по значимости кладбище после некрополя у Кремлёвской стены. Многие могилы Новодевичьего кладбища являются объектами культурного наследия. В данной статье представлен список значимых людей, похороненных на Новодевичье кладбище, фамилии которых начинаются на букву «Ж».

## Список
- Жаворонков, Семён Фёдорович (1899—1967) — командующий авиацией ВМФ, Маршал авиации; 6 уч. 35 ряд
- Жадов, Алексей Семёнович (1901—1977) — генерал армии, Герой Советского Союза; 7 уч. лев.ст. 14 ряд
- Жариков, Вилен Андреевич (1926—2006) — минералог, петролог и геохимик, академик АН СССР (1987); 8 уч. 15 ряд.
- Жаров, Аким Алексеевич (1905—1938) — член ВКП(б); надгробие у колумбария.
- Жаров, Михаил Иванович (1900—1981) — актёр Малого театра, киноактёр, народный артист СССР; 9 уч. 8 ряд.
- Жванецкий, Михаил Михайлович (1934—2020) — русский писатель-сатирик, народный артист России, народный артист Украины; 5 уч. 34 ряд.
- Жданов, Владимир Иванович (1902—1964) — генерал-полковник танковых войск, Герой Советского Союза (1944); колумбарий, секция 129, мемориал Ил-18
- Жданов, Дмитрий Аркадьевич (1908—1971) — анатом, морфолог, академик АМН СССР (1966); 7 уч. пр.ст. 16 ряд
- Жезлов, Михаил Сергеевич (1898—1960) — директор авиационного завода, Герой Социалистического Труда (1945); 8 уч. 5 ряд.
- Жеков-Богатырёв, Фёдор Христофорович (1897—1949) — полковник; колумбарий.
- Желябужский, Юрий Андреевич (1888—1955) — кинооператор, кинорежиссёр, профессор ВГИКа; 1 уч. 45 ряд.
- Жемчужина, Полина Семёновна (1897—1970) — Нарком рыбной промышленности СССР (1939); жена В. М. Молотова; автор памятника Е. В. Вучетич; 1 уч. 43 ряд рядом с мужем
- Жжёнов, Георгий Степанович (1915—2005) — актёр театра и кино, народный артист СССР; 10 уч. 9 ряд.
- Жигарев, Павел Фёдорович (1900—1963) — командующий ВВС, Главный Маршал авиации; 8 уч. 33 ряд
- Жигулёнков, Борис Васильевич (1921—1944) — лётчик, гвардии старший лейтенант, Герой Советского Союза; 4 уч. 14 ряд
- Жильцов, Алексей Васильевич (1895—1972) — актёр театра и кино, актёр Художественного театра с 1924 года, народный артист СССР (1968); колумбарий, 43 секция, верхний ряд, в районе 4 уч. 28 ряда.
- Жимерин, Дмитрий Георгиевич (1906—1995) — нарком, затем министр электростанций СССР, член-корреспондент АН СССР; 5 уч. 3 ряд.
- Жириновский, Владимир Вольфович (1946—2022) — советский и российский политический деятель, председатель ЛДПР, депутат Государственной Думы Федерального собрания Российской Федерации, руководитель фракции ЛДПР в Государственной думе, заместитель председателя Государственной Думы, делегат Парламентской ассамблеи Совета Европы; 6 уч. 25 ряд у Центральной аллеи.
- Жолтовский, Иван Владиславович (1867—1959) — архитектор, художник, просветитель, представитель ретроспективизма в архитектуре Москвы; 1 уч. 3 ряд.
- Жоров, Исаак Соломонович (1898—1976) — советский учёный-медик, хирург, один из основоположников советской анестезиологии и создатель первой советской анестезиологической школы.
- Жуков, Борис Петрович (1912—2000) — химик, академик АН СССР (1974), дважды Герой Социалистического Труда (1966, 1982); 10 уч. 6 ряд.
- Жуков, Евгений Михайлович (1907—1980) — историк, востоковед, академик АН СССР (1958); 9 уч. 5 ряд.
- Жуков, Михаил Николаевич (1901—1960) — дирижёр, композитор, заслуженный артист РСФСР (1942), заслуженный деятель искусств Латвийской ССР (1949); 5 уч. 42 ряд.
- Жуков, Николай Николаевич (1908—1973) — художник-график, член-корреспондент АХ СССР; 7 уч. (лев.ст.) 6 ряд.
- Жуковская, Глафира Вячеславовна (1898—1991) — оперная певица (лирическое сопрано), заслуженная артистка РСФСР; 3 уч. 61 ряд.
- Журин, Владимир Дмитриевич (1891—1961) — советский гидротехник, генерал-майор инженерно-технических войск; 8 уч. 17 ряд